# Vert-en-Drouais
Vert-en-Drouais is een gemeente in het Franse departement Eure-et-Loir (regio Centre-Val de Loire). De plaats maakt deel uit van het arrondissement Dreux. Vert-en-Drouais telde op 1 januari 2022 1.119 inwoners.

## Geografie
De oppervlakte van Vert-en-Drouais bedroeg op 1 januari 2022 9,7 vierkante kilometer; de bevolkingsdichtheid was toen 115,4 inwoners per km².

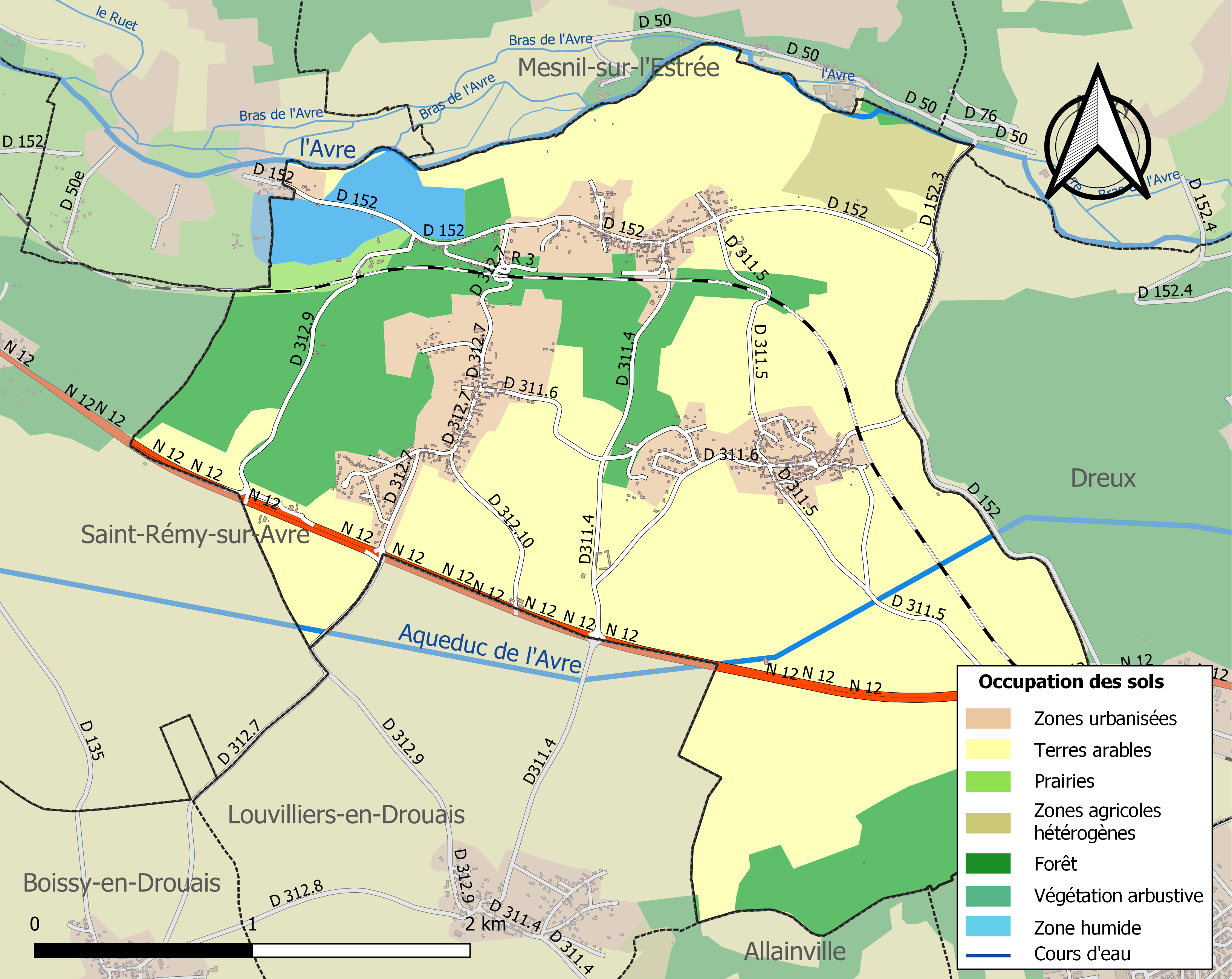
Kaart van de gemeente met belangrijkste infrastructuur, bodemgebruik en omliggende gemeenten

## Demografie
Onderstaande figuur toont het verloop van het inwonertal (bron: INSEE-tellingen).